# Tom Lovell
Tom Lovell (5 février 1909 - 29 juin 1997) était un illustrateur et peintre américain. Il était créateur de couvertures et d'illustrations de magazines populaires de type pulp et d'art visuel de l'Ouest américain. Il a réalisé des illustrations pour le National Geographic et de nombreux autres revues et magazines, et a peint de nombreux sujets historiques occidentaux tels que les interactions entre les Premières Nations, les colons blancs et les commerçants. Il a été intronisé au Temple de la renommée de la Society of Illustrators en 1974. 

## Biographie
Lovell est né à New York le 5 février 1909, de Henry S. Lovell Jr, ingénieur en téléphonie, et d'Edith Scott (Russell) Lovell. Il était le deuxième de trois enfants. Il était un lecteur assidu dans son enfance et, bien qu'il n'ait pas reçu de formation artistique à cet âge, il visitait souvent le Museum of Natural History de New York, débutant ainsi une fascination pour les armes et les objets amérindiens. En 1927, il était le porte-parole de son collège et, à sa cérémonie de graduation, parle du « mauvais traitement infligé à l'Amérindien par le gouvernement des États-Unis ». Il a fréquenté l'Université de Syracuse de 1927 à 1931. 
Lovell a épousé Gloyd "Pink" Simmons en 1934 et a déménagé à Norwalk, dans le Connecticut. Ils ont eu deux enfants, David et Deborah. En 1940, Lovell et sa famille s'installent dans une colonie d'artistes à Westport, toujours dans le Connecticut, où il se lie d'amitié avec Harold von Schmidt, John Clymer et Robert Loughweed, d'autres artistes du même courant pictural. En 1972, il s'installe à Santa Fe, au Nouveau-Mexique. En 1977, il s'installe dans un site de trois hectares à Santa Fe et y construit une maison en adobe et un studio. 
Lovell est décédé dans un accident de voiture au Nouveau-Mexique le 29 juin 1997 à l'âge de 88 ans. Sa fille Deborah, âgée alors de 48 ans, a également été tuée dans l'accident.

## Éducation
Lovell s'est inscrit aux Beaux-Arts à l'Université de Syracuse en 1927 et a obtenu son diplôme en 1931. Harry Anderson, son colocataire, son camarade de classe Elton Fax et l'enseignant Hibbard V. B. Kline ont influencé sa décision de devenir illustrateur. Au cours de sa première année à Syracuse, Lovell a vendu des dessins à des magazines populaires « pulp » de gangsters et de détectives. 

## Carrière

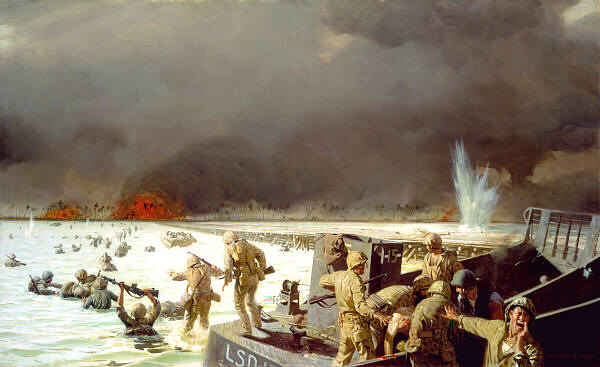
"Tarawa, Pacifique sud, 1943", peinture du sergent Tom Lovell, USMC

Au début des années 1930, Lovell partageait un studio à New York avec Harry Anderson et Al (Nick) Carter. Il a par la suite déménagé dans la colonie d'artistes de New Rochelle, juste à l'extérieur de New York. New Rochelle abritait de nombreux illustrateurs, dont Norman Rockwell et Mead Schaeffer. 
Après 1936, Lovell a commencé à fournir des illustrations à des agences de publicité et à des magazines plus sophistiqués tels que Redbook, Life, Collier's, The American, Woman's Home Companion et Cosmopolitan . À partir de 1940, installé à Westport, Lovell produit des couvertures pour plusieurs magazines, notamment Ace-High Western, Clues, Complete, Detective Tales, Dime Detective, Rangeland Romances, Star Western et Top-Notch . Il a également dessiné des illustrations intérieures à la plume et à l'encre pour The Shadow, Courtroom Stories, Popular Western, Triple Western et Clues. 
Lovell a servi pendant deux ans dans la réserve du Marine Corps pendant la Seconde Guerre mondiale. Il fut envoyé à Washington, D. C. en tant que sergent d'état-major avec John Clymer et Fred Lasswell pour illustrer le magazine Leatherneck du Corps des marines. 
À son retour à Westport, Lovell produisit une série de dessins historiques pour le National Geographic Magazine, notamment des représentations de l'invasion normande de l'Angleterre, du règne d'Alexandre le Grand et des conquêtes des Vikings. Il prend grand soin de reproduire ce qu’il considérait comme l'exactitude historique dans les illustrations, notamment en réalisant des modèles d’armes et de navires, en visitant des sites historiques et en menant d’autres recherches. Il fut également chargé de créer une série de peintures sur l'exploration pétrolière occidentale, ainsi que plusieurs peintures pour l'église mormone. 
En 1969, à la demande de la Fondation Abell-Hanger, Lovell réalisa une série de peintures commémorant l'histoire du Sud-Ouest, exposées de manière permanente au Permian Basin Petroleum Museum, à Midland, au Texas. Ces travaux, une série historique sur les Amérindiens, représentent un tournant dans les sujets traités dans l’œuvre de Lovell. À partir de ce moment, il se concentra sur les représentations de la vie amérindienne, l'exploration de l'Ouest et l'art occidental. Il a également créé plusieurs peintures pour l'Église de Jésus-Christ des Saints des Derniers Jours. 
En 1973, il est invité à devenir membre fondateur de la National Academy of Western Artists (NAWA) et en est le seul artiste à avoir reçu deux fois le Prix de West. En 1974, il est élu au Temple de la renommée de la Society of Illustrators et, en 1975, devient membre des Cowboy Artists of America. En 1992, il a reçu le prix Robert Loughweed de la NAWA ainsi que son prix d'excellence. En 1994, il a présenté plusieurs œuvres à la National Academy of Western Artists Show à Oklahoma City. 
La collection de lettres personnelles, de photographies et d'albums contenant des reproductions et croquis de ses peintures achevées est actuellement conservée dans la collection du centre de référence des archives du Norman Rockwell Museum. En 2006, le NRM a présenté plusieurs tableaux de Lovell dans le cadre de l'exposition « National Geographic: l'art de l'exploration ». 

## Méthodes
Lovell a déclaré : « Je me considère comme un conteur avec un pinceau. J'essaie de me replacer dans des situations imaginaires qui permettraient de réaliser des images intéressantes et attrayantes. Je suis déterminé à produire des peintures qui se rapportent à l'expérience humaine. » 
À propos de ses illustrations des années 1930 et 1940 : « Peindre pour les pulps était une excellente formation. Vous appreniez à raconter une histoire à la boussole. Vous ne pouviez pas vous étendre sur deux pages et vous ne pouviez pas prendre trois mois pour faire une recherche. Vous deviez faire le travail dans dix jours. Cela prenait de la discipline. » 
Sur les méthodes de recherche historique : « Lorsque vous peignez l’histoire, il s’agit toujours de principes fondamentaux. La lecture est une aide. Mais les écrivains n'ont pas besoin de la profondeur des informations d'un peintre. Avec quelques mots bien choisis, un écrivain peut mettre en scène, alors qu’un artiste doit connaître les costumes, les armes, les intérieurs, les harnachements des chevaux - autant de choses pour rendre la scène vivante. Je n'étais pas là quand Alexandre a marché sur l'Inde. Mais j’ai pu peindre ce qu’Alexandre a fait en y travaillant à fond. " 